# Houston, Texas 11-18-1972
Houston, Texas 11-18-1972 est un album du Grateful Dead proposant de larges extraits de la seconde partie du concert donné par le groupe le 18 novembre 1972. Publié le 28 novembre 2014, il est proposé sur un support vinyle en édition limitée 2 (deux disques) ou sur un support CD (un disque).

## Musiciens
- Jerry Garcia, guitare, chant.
- Donna Jean Godchaux, chœurs.
- Keith Godchaux, claviers.
- Bill Kreutzmann, batterie.
- Phil Lesh, basse, chant.
- Bob Weir, guitare, chant.

## Liste des titres
1. Bertha (Jerry Garcia, Robert Hunter) – 5:53
2. Greatest Story Ever Told (Bob Weir, Hunter) – 5:04
3. Deal (Garcia, Hunter) – 4:43
4. He's Gone (Garcia, Hunter) – 16:05
5. Jack Straw (Weir, Hunter) – 4:47
6. Playing in the Band (Weir, Mickey Hart, Hunter) – 25:49
7. Mississippi Half-Step Uptown Toodeloo (Garcia, Hunter) – 8:45
8. Sugar Magnolia (Weir, Hunter) – 8:45